# Mirjana Ognjenović
Mirjana Ognjenović (* 17. September 1953 in Zagreb, FVR Jugoslawien als Mirjana Cecchini) ist eine ehemalige italienisch-kroatische Handballspielerin, die sowohl für die jugoslawische Nationalmannschaft als auch für die italienische Nationalmannschaft auflief.

## Karriere
Ognjenović spielte anfangs in ihrer Geburtsstadt beim Verein ŽRK Lokomotiva Zagreb und wechselte später zum ŽRK Trešnjevka Zagreb, mit dem sie in der Saison 1981/82 den IHF-Pokal gewann. Später schloss sich die Außenspielerin dem italienischen Verein Cassano Magnago an, mit dem sie drei Mal die nationale Meisterschaft gewann. Nachdem Ognjenović anschließend für die italienischen Vereine von Borgo San Lorenzo und Umbria gespielt hatte, kehrte sie zum ŽRK Trešnjevka Zagreb zurück und beendete dort im Alter von 41 Jahren ihre Karriere.
Ognjenović bestritt ungefähr 150 Länderspiele für die jugoslawische Nationalmannschaft, in denen sie ungefähr 400 Treffer erzielte. Mit der jugoslawischen Auswahl nahm sie an der Weltmeisterschaft 1975 in der Sowjetunion (5. Platz), an der Weltmeisterschaft 1978 in der Tschechoslowakei (5. Platz), an den Mittelmeerspielen 1979 in Jugoslawien (1. Platz), bei den Olympischen Sommerspielen 1980 in Moskau (2. Platz), an der Weltmeisterschaft 1982 in Ungarn (3. Platz), bei den Olympischen Sommerspielen 1984 in Los Angeles (1. Platz) und an der Weltmeisterschaft 1986 in den Niederlanden (6. Platz) teil. Später lief Ognjenović, deren Vater Italiener ist, ungefähr 30 mal für Italien auf und erzielte ungefähr 150 Treffer. Bei den Mittelmeerspielen 1987 in Syrien gewann sie mit Italien den Titel.